# Анилин
Анилинът, фениламинът или аминобензенът е силно отровно органично вещество с формула C6H5NH2, първичен амин и родоначалник на класа ароматни амини. Отравянията са възможни при вдишвания на анилинови пари, при попадане на течен анилин върху кожата на човека и при работа с анилинови бои. Много опасно е, ако се консумират храни, за оцветяването на които са използвани анилинови бои. Симптомите на различните степени на отравяния са различни: от преумора, главоболие, гадене до нарушаване на съзнанието, а при най-тежките случаи – кома, парализа и смърт.
Името „анилин“ идва от името на едно от растенията, съдържащи индиго – Indigofera anil (съвременното международно наименование на растението е Indigofera suffruticosa).

## Физични свойства
Анилинът е безцветна или жълтеникава маслена течност. На въздух, поради лесното си окисление той бързо променя цвета си до червено-кафяв. Парите на анилина имат специфична миризма. Във вода е малко разтворим. Разтваря се добре в органични разтворители: бензен, спирт, етер и други. Температурата му на кипене е 184 °C, а температурата му на топене е –6 °C.

## Химични свойства
Свойствата на анилина се определят от аминогрупата и ароматното ядро. Парите на анилина са отровни.

## Получаване
Анилинът се получава от нитробензен при редукцията му с атомен водород:
С6Н5NO2 + 3H2 → C6H5NH2 + 2H2O
Анилинът се окислява много лесно. Под влияние на силни окислители анилинът променя цвета си. Например крайният продукт при окисляване с калиев бихромат е анилиново черно.
Подобно на амоняка, анилинът е слаба основа и взаимодейства с киселини:
С6Н5NH2 + HCl→ C6H5NH3+Cl—
Анилинът може да взаимодейства с бром (Br), като реакцията се извършва много по-лесно, отколкото при чистия бензен:
C6H5NH2 + 3Br2→ C6H2Br3NH2 + 3HBr

## История
Анилинът е добит за пръв път през 1826 г. при обработка на вар с индиго от немския химик Ото Унфердорбен (1806 – 1873), който го нарича „кристалин“. През 1840 г. Юлиус Фрицше приготвя анилин чрез нагряване на индиго с разтвор на калиев хидроксид и го нарича „анилин“. По това време други откриватели са го наричали „кианол“ и „бензидам“.
Промишленото производство на анилиновата лилава боя мовеин започва през 1856 г. Това е първото синтетично багрило, получено от 18-годишния английски химик Уилям Перкин.